# Nihon shoki

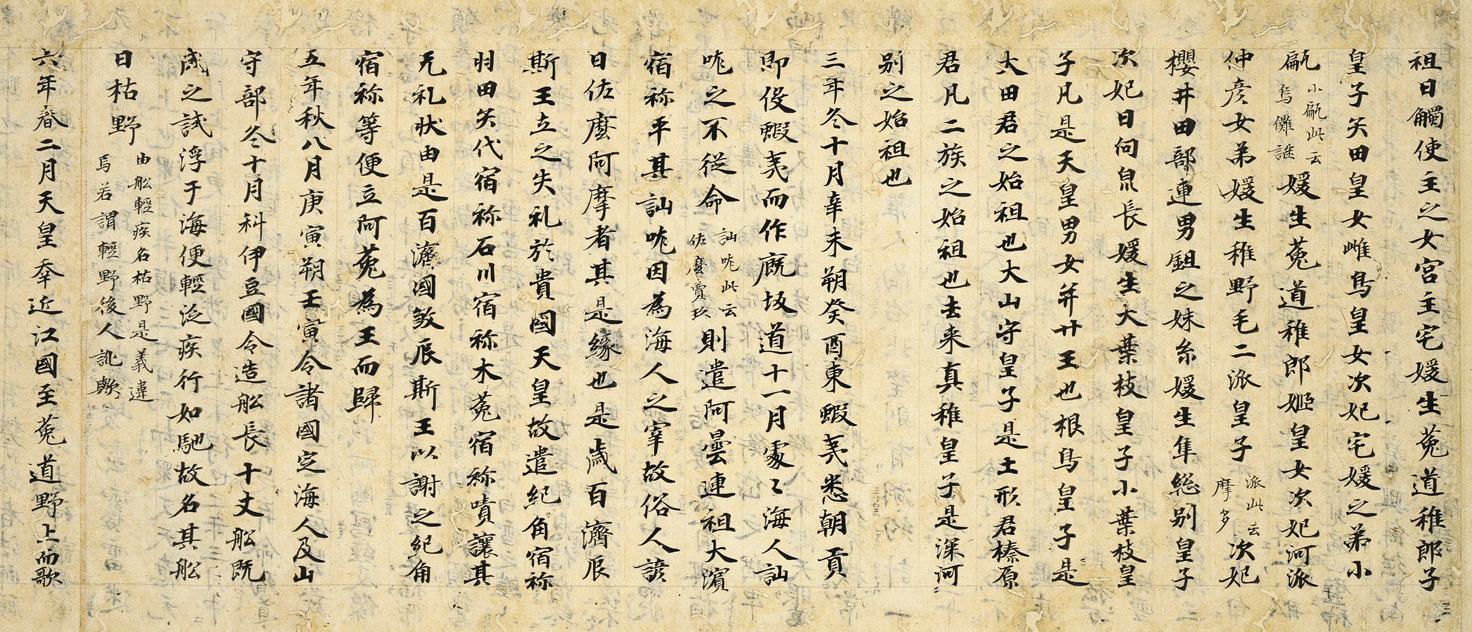

Il Nihon shoki (日本書紀?), anche noto come Nihongi (日本紀?) e in entrambi i casi traducibile come Annali del Giappone, è il secondo libro in ordine cronologico della storia giapponese classica. È più elaborato del suo predecessore Kojiki, ma tratta argomenti meno vari e si concentra principalmente sugli aspetti religiosi della corte imperiale.
Si è dimostrato di inestimabile valore per gli storici poiché include le registrazioni più complete riguardanti gli eventi e le decisioni prese alla corte imperiale giapponese nei suoi periodi più antichi. Il Nihon Shoki fu terminato nel 720 sotto la supervisione del principe Toneri, figlio dell'imperatore Tenmu, con l'assistenza dello storiografo Ō no Yasumaro. È il primo delle sei storie nazionali (六国史?, Rikkokushi), le antiche cronache riferite alla storia dell'impero fino all'887.

## Contenuto
Come il Kojiki, il Nihon shoki inizia con i racconti della mitologia giapponese: la nascita delle prime divinità, elencate in una lunga e a volte confusa lista di nomi, prosegue con la comparsa di una coppia di dèi, fratello e sorella: Izanagi e Izanami, dalla cui unione nacquero le Ōyashima, le otto isole che originariamente costituirono il Giappone. Poi continua le sue narrazioni fino al periodo contemporaneo alla stesura dell'opera.
Si compone di trenta volumi che narrano le vicende del Giappone fino al 697 d.C., riportate in rigoroso ordine cronologico e storicamente abbastanza attendibili solo in riferimento agli ultimi tre secoli della narrazione. Al pari del Kojiki, ha come scopo la glorificazione del passato e la legittimazione del diritto perpetuo della dinastia regnante.
Si pensa che descriva con accuratezza i regni dell'imperatore Tenji, dell'imperatore Tenmu e dell'imperatrice Jitō, e si focalizza sui meriti dei sovrani virtuosi e sui demeriti di quelli cattivi. Descrive episodi dell'era mitologica del Giappone ma anche i contatti con gli altri paesi.
Mentre il Kojiki era scritto in giapponese (traslitterato con caratteri cinesi), il Nihon shoki era scritto in cinese classico, come era usanza per i documenti ufficiali del tempo, ed era ispirato al modello delle storie ufficiali cinesi.

### Capitoli
- Capitolo 01: (Primo capitolo di miti) Kami no Yo no Kami no maki.
- Capitolo 02: (Secondo capitolo di miti) Kami no Yo no Shimo no maki.
- Capitolo 03: (Jinmu) Kamuyamato Iwarebiko no Sumeramikoto.
- Capitolo 04:
  - (Suizei) Kamu Nunakawamimi no Sumeramikoto.
  - (Annei) Shikitsuhiko Tamatemi no Sumeramikoto.
  - (Itoku) Ōyamato Hikosukitomo no Sumeramikoto.
  - (Kosho) Mimatsuhiko Sukitomo no Sumeramikoto.
  - (Kōan) Yamato Tarashihiko Kuni Oshihito no Sumeramikoto.
  - (Kōrei) Ōyamato Nekohiko Futoni no Sumramikoto.
  - (Kōgen) Ōyamato Nekohiko Kunikuru no Sumramikoto.
  - (Kaika) Wakayamato Nekohiko Ōbibi no Sumeramikoto.
- Capitolo 05: (Sujin) Mimaki Iribiko Iniye no Sumeramikoto.
- Capitolo 06: (Suinin) Ikume Iribiko Isachi no Sumeramikoto.
- Capitolo 07:
  - (Keikō) Ōtarashihiko Oshirowake no Sumeramikoto.
  - (Seimu) Waka Tarashihiko no Sumeramikoto.
- Capitolo 08: (Chūai) Tarashi Nakatsuhiko no Sumeramikoto.
- Capitolo 09: (Jingū) Okinaga Tarashihime no Mikoto.
- Capitolo 10: (Ōjin) Homuda no Sumeramikoto.
- Capitolo 11: (Nintoku) Ōsasagi no Sumeramikoto.
- Capitolo 12:
  - (Richū) Izahowake no Sumeramikoto.
  - (Hanzei) Mitsuhawake no Sumeramikoto.
- Capitolo 13:
  - (Ingyō) Oasazuma Wakugo no Sukune no Sumeramikoto.
  - (Ankō) Anaho no Sumeramikoto.
- Capitolo 14: (Yūryaku) Ōhatsuse no Waka Takeru no Sumeramikoto.
- Capitolo 15:
  - (Seinei) Shiraka no Take Hirokuni Oshi Waka Yamato Neko no Sumeramikoto.
  - (Kenzō) Woke no Sumeramikoto.
  - (Ninken) Oke no Sumeramikoto.
- Capitolo 16: (Buretsu) Ohatsuse no Waka Sasagi no Sumeramikoto.
- Capitolo 17: (Keitai) Ōdo no Sumeramikoto.
- Capitolo 18:
  - (Ankan) Hirokuni Oshi Take Kanahi no Sumeramikoto.
  - (Senka) Take Ohirokuni Oshi Tate no Sumeramikoto.
- Capitolo 19: (Kinmei) Amekuni Oshiharaki Hironiwa no Sumeramikoto.
- Capitolo 20: (Bidatsu) Nunakakura no Futo Tamashiki no Sumeramikoto.
- Capitolo 21:
  - (Yomei) Tachibana no Toyohi no Sumeramikoto.
  - (Sushun) Hatsusebe no Sumeramikoto.
- Capitolo 22: (Suiko) Toyomike Kashikiya Hime no Sumeramikoto.
- Capitolo 23: (Jomei) Okinaga Tarashi Hihironuka no Sumeramikoto.
- Capitolo 24: (Kōgyoku) Ame Toyotakara Ikashi Hitarashi no Hime no Sumeramikoto.
- Capitolo 25: (Kōtoku) Ame Yorozu Toyohi no Sumeramikoto.
- Capitolo 26: (Saimei) Ame Toyotakara Ikashi Hitarashi no Hime no Sumeramikoto.
- Capitolo 27: (Tenji) Ame Mikoto Hirakasuwake no Sumeramikoto.
- Capitolo 28: (Tenmu, primo capitolo) Ama no Nunakahara Oki no Mahito no Sumeramikoto, Kami no maki.
- Capitolo 29: (Tenmu, secondo capitolo) Ama no Nunakahara Oki no Mahito no Sumeramikoto, Shimo no maki.
- Capitolo 30: (Jitō) Takamanohara Hirono Hime no Sumeramikoto.

## Processo di compilazione
Shoku Nihongi nota nel maggio del 720 che «a quel tempo il principe Toneri aveva compilato il Nihongi su ordine dell'imperatore, e lo aveva completato presentandogli 30 volumi di storia e un volume di genealogia» 先是一品舎人親王奉勅修日本紀。至是功成奏上。紀三十巻系図一巻?. Quest'ultimo non è più esistente.

### Contributi
Il processo di compilazione è solitamente studiato attraverso analisi statistiche di ogni capitolo. Sebbene scritto in cinese classico, alcune sezioni utilizzano uno stile tipicamente giapponese, mentre altre sembrano esser state scritte da autori di madrelingua cinese. Secondo gli studi più recenti, buona parte dei capitoli dopo il quattordicesimo (riguardante le cronache dell'Imperatore Yūryaku) furono scritti da nativi cinesi, eccetto il capitolo 22 e 23 (le cronache di Suiko e Jomei). Inoltre, visto che il capitolo 13 finisce con la frase «vedi i dettagli dell'incidente nella cronaca dell'imperatore Ōhastuse (Yūryaku)», riferendosi all'assassinio dell'imperatore Ankō, si suppone che questo capitolo fu scritto dopo la compilazione dei capitoli seguenti. Alcuni ipotizzano che il capitolo 14 fu il primo ad essere completato.

### Fonti
Si dice che il Nihon shoki si basi su documenti più antichi, in modo particolare sulle registrazioni che sono state continuamente tenute dalla corte Yamato sin dal sesto secolo. Esse includono documenti e folklore riportati dai clan che servivano la corte. Prima del Nihon shoki esistevano il Tennōki (天皇記?, "Annali degli imperatori" o anche "Cronache degli imperatori") e il Kokki (国記?, "Cronache dello Stato") compilate dal principe Shōtoku e dallo statista Soga no Umako, ma poiché erano conservati negli archivi del clan Soga, andarono bruciati durante l'incidente di Isshi, che pose fine all'egemonia di tale clan.